# Nguyễn Hữu Chính (chánh án)
Nguyễn Hữu Chính (sinh ngày 7 tháng 11 năm 1963) là một thẩm phán và chính trị gia người Việt Nam. Ông hiện là đại biểu quốc hội Việt Nam khóa XV nhiệm kì 2021-2026, thuộc đoàn đại biểu quốc hội thành phố Hà Nội, Ủy viên Ủy ban Tư pháp của Quốc hội Việt Nam. Ông đã trúng cử đại biểu quốc hội lần đầu năm 2016 ở đơn vị bầu cử số 4, thành phố Hà Nội (gồm Thanh Trì, Gia Lâm, Hoàng Mai) với tỉ lệ 74,71% số phiếu hợp lệ. Ông hiện là Thành ủy viên thành phố Hà Nội, Chánh án Tòa án nhân dân thành phố Hà Nội.

## Xuất thân
Nguyễn Hữu Chính sinh ngày 7 tháng 11 năm 1963 quê quán ở xã Tân Trường, huyện Cẩm Giàng, tỉnh Hải Dương.

## Giáo dục
- Giáo dục phổ thông: 12/12
- Đại học Gia Nghĩa
- Đại học Luật Hà Nội, chuyên ngành Luật Tư pháp
- Thạc sĩ Luật học
- Cao cấp lí luận chính trị

## Sự nghiệp
Ngày 1 tháng 2 năm 1991, Nguyễn Hữu Chính gia nhập Đảng Cộng sản Việt Nam.
Ngày 30 tháng 7 năm 2015, Nguyễn Hữu Chính, Thẩm phán Trung cấp, Phó Chánh án TAND Thành phố Hà Nội được bổ nhiệm giữ chức vụ Chánh án TAND Thành phố Hà Nội với nhiệm kỳ 5 năm.
Ngày 22 tháng 5 năm 2016, Nguyễn Hữu Chính trúng cử Đại biểu Quốc hội Việt Nam khóa 14 tại Hà Nội.
Trước khi là đại biểu quốc hội Việt Nam khóa XIV ông là Thành ủy viên, Bí thư Ban Cán sự, Thẩm phán trung cấp, Chánh án Tòa án nhân dân thành phố Hà Nội, làm việc ở Tòa án nhân dân thành phố Hà Nội.
Ông hiện là Thành ủy viên, Chánh án Tòa án nhân dân thành phố Hà Nội, Ủy viên Ủy ban Tư pháp của Quốc hội.
Ông đang làm việc ở Tòa án nhân dân thành phố Hà Nội.